# Metal Hammer & Heavy Metal
Metal Hammer & Heavy Metal ist ein griechisches Musiklabel, das namensgleich mit dem 1984 gegründeten Magazin und organisatorisch an dieses angebunden ist. Es ist vor allem auf Kompilationen, EPs und Re-Releases spezialisiert und veröffentlicht Bands insbesondere aus Europa und den Vereinigten Staaten.

## Veröffentlichungen (Auswahl)

### Alben
- 1990: Psychotic Waltz – A Social Grace
- 1997: Dark Angel – We Have Arrived (Re-Release)
- 1997: Haggard – And Thou Shalt Trust... The Seer
- 1997: Mercyful Fate – The Curse of Evil (Kompilation)
- 1998: Candlemass – Epicus Doomicus Metallicus (Re-Release)
- 1998: Destruction – Eternal Devastation (Re-Release)
- 1998: Heir Apparent – Graceful Inheritance (Re-Release)
- 1998: Manilla Road – Live by the Sword (The Very Best of Manilla Road) (Kompilation)
- 2010: Fates Warning – A Handful of Fate (Kompilation)
- 2014: Rotting Christ – 25 Years: The Path of Evil Existence (Kompilation)
- 2017: Iced Earth – The Chronicles of Darkness - Compiled by Jon Schaffer (Kompilation)
- 2017: Septicflesh – Entering Astral Realms (Kompilation)
- 2018: Dimmu Borgir – Eternal Apocalyptic Offerings (Kompilation)

### Extended Plays
- 1996: Sepultura – Natural Born Blasters (Kompilation)
- 1998: Accept – Breakers on Stage
- 1998: Blind Guardian – Guardians of the Rings
- 1998: Scorpions – The Real Sting (Kompilation)
- 1999: Pain of Salvation – Painful Chronicles (Kompilation)
- 2017: Armored Dawn – Power of Warrior